# Enrique Delgado (sacerdote)
Enrique Delgado Quirós es un sacerdote católico costarricense, condenado por abusos sexuales contra menores en abril de 2005, Delgado había sido una figura muy popular gracias al programa de televisión católico La hora santa que transmitió hasta el 2002.

## Condena
Delgado fue encontrado culpable de abusos deshonestos en perjuicio de tres menores de edad por los Tribunales de Alajuela quienes testificaron haber sido sometidos a tocamientos indebidos y masturbación. Fue absuelto por otros tres cargos similares y se le condenó a veintiún años de prisión y el pago a los ofendidos de ¢7,8 millones. La pena fue luego reducida a doce años por los Tribunales de Casación. Obtuvo la libertad anticipada por buen comportamiento en octubre de 2010. Los hechos impactaron mucho a la sociedad costarricense debido a la popularidad imagen del clérigo y porque, hasta entonces, Costa Rica era de los pocos países donde los escándalos de abusos sexuales dentro de la Iglesia católica eran desconocidos.

## Vida posterior
Al salir de prisión Delgado publicó un libro sobre sus experiencia en el presidio titulado La Iglesia y la cárcel donando a la Iglesia de San Rafael de Poás lo recaudado por las ventas.